# Bộ trưởng Thương mại Hoa Kỳ

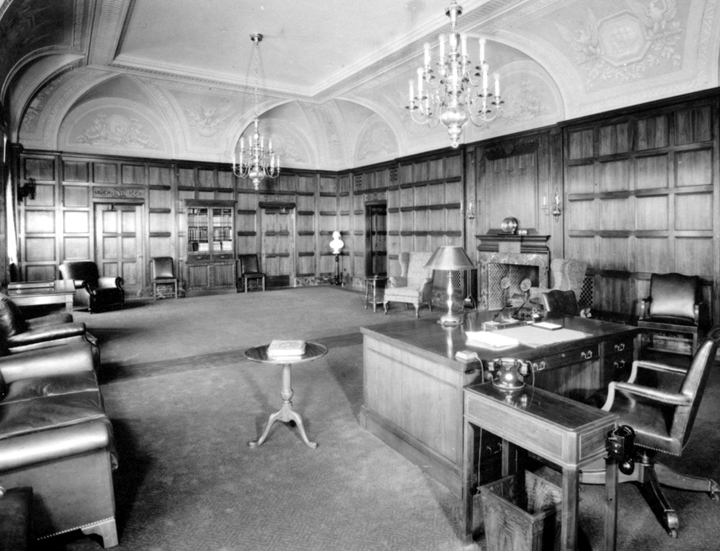
Văn phòng Bộ trưởng Thương mại Hoa Kỳ vào lúc giữa thế kỷ 20

Bộ trưởng Thương mại Hoa Kỳ (tiếng Anh: United States Secretary of Commerce) là người lãnh đạo Bộ Thương mại Hoa Kỳ đặc trách các vấn đề có liên quan đến giao thương và công nghiệp; Bộ nêu sứ mệnh của mình là "khuyến khích, thăng tiến, và phát triển thương mại quốc tế và quốc nội." Trước năm 1913 chỉ có một Bộ trưởng Thương mại và Lao động coi quản cả bộ thương mại với bộ lao động. Nhưng sau đó đến nay Bộ Lao động Hoa Kỳ được một Bộ trưởng Lao động riêng biệt lãnh đạo.
Văn phòng Bộ trưởng Lao động gồm có một Phó Bộ trưởng Lao động, một chánh văn phòng, một phó chánh văn phòng đặc trách chính sách, một trợ tá bộ trưởng đặc trách liên chính phủ và thương mại, một viên chức trưởng tài chánh kiêm trợ tá bộ trưởng đặc trách hành chính, một viên chức trưởng thông tin, một tổng tham vấn, một tổng thanh tra, một văn phòng liên lạc thương mại, một văn phòng chính sách và hoạch định chiến lược, một văn phòng công chúng vụ, một văn phòng liên lạc Tòa Bạch Ốc, và một điều hợp viên đặc trách thi hành luật sở hữu trí tệ quốc tế.
Bộ trưởng hiện tại là Howard Lutnick, được Tổng thống Donald Trump đề cử và Thượng viện Hoa Kỳ biểu quyết xác nhận vào ngày 19 tháng 2 năm 2025.
Thứ tự kế vị chức Bộ trưởng Thương mại Hoa Kỳ thì như sau:
1. Phó Bộ trưởng Thương mại Hoa Kỳ
2. Tổng tham vấn Bộ thương mại Hoa Kỳ
3. Thứ trưởng Thương mại đặc trách Mậu dịch Quốc tế
4. Thứ trưởng Thương mại đặc trách Kinh tế vụ
5. Thứ trưởng Thương mại đặc trách Khí quyển và Đại dương (kiêm Giám đốc Cơ quan Quản trị Khí quyển và Đại dương Quốc gia)
6. Thứ trưởng Thương mại đặc trách Kỹ thuật
7. Thứ trưởng Thương mại đặc trách Quản lý Xuất khẩu
8. Viên chức tài chính trưởng Bộ Thương mại Hoa Kỳ (kiêm Trợ tá Bộ trưởng Thương mại Hoa Kỳ đặc trách Hành chính)
9. Trợ tá Bộ trưởng Thương mại Hoa Kỳ đặc trách Pháp lý và Liên-chính phủ

## Danh sách các bộ trưởng Thương mại Hoa Kỳ
| Thứ tự | Hình | Tên                     | Quê nhà       | Nhậm chức            | Rời chức             | Phục vụ dưới thời tổng thống     |
| ------ | ---- | ----------------------- | ------------- | -------------------- | -------------------- | -------------------------------- |
| 1      |      | William C. Redfield     | New York      | 5 tháng 3 năm 1913   | 31 tháng 10 năm 1919 | Woodrow Wilson                   |
| 2      |      | Joshua W. Alexander     | Missouri      | 16 tháng 12 năm 1919 | 4 tháng 5 năm 1921   | Woodrow Wilson                   |
| 3      |      | Herbert Hoover          | California    | 5 tháng 5 năm 1921   | 21 tháng 8 năm 1928  | Warren Harding, Calvin Coolidge  |
| 4      |      | William F. Whiting      | Massachusetts | 22 tháng 8 năm 1928  | 4 tháng 3 năm 1929   | Calvin Coolidge                  |
| 5      |      | Robert P. Lamont        | Illinois      | 5 tháng 3 năm 1929   | 7 tháng 8 năm 1932   | Herbert Hoover                   |
| 6      |      | Roy D. Chapin           | Michigan      | 8 tháng 8 năm 1932   | 3 tháng 3 năm 1933   | Herbert Hoover                   |
| 7      |      | Daniel C. Roper         | Nam Carolina  | 4 tháng 3 năm 1933   | 23 tháng 12 năm 1938 | Franklin Roosevelt               |
| 8      |      | Harry Hopkins           | New York      | 24 tháng 12 năm 1938 | 18 tháng 9 năm 1940  | Franklin Roosevelt               |
| 9      |      | Jesse H. Jones          | Texas         | 19 tháng 9 năm 1940  | 1 tháng 3 năm 1945   | Franklin Roosevelt               |
| 10     |      | Henry A. Wallace        | Iowa          | 2 tháng 3 năm 1945   | 20 tháng 9 năm 1946  | Franklin Roosevelt, Harry Truman |
| 11     |      | W. Averell Harriman     | New York      | 7 tháng 10 năm 1946  | 22 tháng 4 năm 1948  | Harry Truman                     |
| 12     |      | Charles W. Sawyer       | Ohio          | 6 tháng 5 năm 1948   | 20 tháng 1 năm 1953  | Harry Truman                     |
| 13     |      | Sinclair Weeks          | Massachusetts | 21 tháng 1 năm 1953  | 10 tháng 11 năm 1958 | Dwight Eisenhower                |
| 14     |      | Frederick H. Mueller    | Michigan      | 10 tháng 8 năm 1959  | 19 tháng 1 năm 1961  | Dwight Eisenhower                |
| 15     |      | Luther H. Hodges        | Bắc Carolina  | 21 tháng 1 năm 1961  | 15 tháng 1 năm 1965  | John Kennedy, Lyndon Johnson     |
| 16     |      | John T. Connor          | New Jersey    | 18 tháng 1 năm 1965  | 31 tháng 1 năm 1967  | Lyndon Johnson                   |
| 17     |      | Alexander Trowbridge    | New York      | 14 tháng 6 năm 1967  | 1 tháng 3 năm 1968   | Lyndon Johnson                   |
| 18     |      | C. R. Smith             | New York      | 6 tháng 3 năm 1968   | 19 tháng 1 năm 1969  | Lyndon Johnson                   |
| 19     |      | Maurice Stans           | New York      | 21 tháng 1 năm 1969  | 15 tháng 2 năm 1972  | Richard Nixon                    |
| 20     |      | Peter Peterson          | Illinois      | 29 tháng 2 năm 1972  | 1 tháng 2 năm 1973   | Richard Nixon                    |
| 21     |      | Frederick B. Dent       | Nam Carolina  | 2 tháng 2 năm 1973   | 26 tháng 3 năm 1975  | Richard Nixon, Gerald Ford       |
| 22     |      | Rogers Morton           | Maryland      | 1 tháng 5 năm 1975   | 2 tháng 2 năm 1976   | Gerald Ford                      |
| 23     |      | Elliot Richardson       | Massachusetts | 2 tháng 2 năm 1976   | 20 tháng 1 năm 1977  | Gerald Ford                      |
| 24     |      | Juanita M. Kreps        | Bắc Carolina  | 23 tháng 1 năm 1977  | 31 tháng 10 năm 1979 | Jimmy Carter                     |
| 25     |      | Philip Klutznick        | Illinois      | 9 tháng 1 năm 1980   | 19 tháng 1 năm 1981  | Jimmy Carter                     |
| 26     |      | Howard M. Baldrige, Jr. | Connecticut   | 20 tháng 1 năm 1981  | 25 tháng 7 năm 1987  | Ronald Reagan                    |
| 27     |      | William Verity, Jr.     | Ohio          | 19 tháng 10 năm 1987 | 30 tháng 1 năm 1989  | Ronald Reagan                    |
| 28     |      | Robert Mosbacher        | Texas         | 31 tháng 1 năm 1989  | 15 tháng 1 năm 1992  | George H. W. Bush                |
| 29     |      | Barbara Franklin        | Pennsylvania  | 27 tháng 2 năm 1992  | 20 tháng 1 năm 1993  | George H. W. Bush                |
| 30     |      | Ron Brown               | New York      | 20 tháng 1 năm 1993  | 3 tháng 4 năm 1996   | Bill Clinton                     |
| 31     |      | Mickey Kantor           | California    | 12 tháng 4 năm 1996  | 21 tháng 1 năm 1997  | Bill Clinton                     |
| 32     |      | William M. Daley        | Illinois      | 30 tháng 1 năm 1997  | 19 tháng 7 năm 2000  | Bill Clinton                     |
| 33     |      | Norman Mineta           | California    | 21 tháng 7 năm 2000  | 20 tháng 1 năm 2001  | Bill Clinton                     |
| 34     |      | Donald Evans            | Texas         | 20 tháng 1 năm 2001  | 7 tháng 2 năm 2005   | George W. Bush                   |
| 35     |      | Carlos Gutierrez        | Florida       | 7 tháng 2 năm 2005   | 20 tháng 1 năm 2009  | George W. Bush                   |
| 36     |      | Gary Locke              | Washington    | 26 tháng 3 năm 2009  | 1 tháng 8 năm 2011   | Barack Obama                     |
| 37     |      | John Bryson             | New York      | 21 tháng 10 năm 2011 | 11 tháng 6 năm 2012  | Barack Obama                     |
| 38     |      | Penny Pritzker          | Illinois      | 26 tháng 6 năm 2013  | 20 tháng 1 năm 2017  | Barack Obama                     |
| 39     |      | Wilbur Ross             | Florida       | 28 tháng 2 năm 2017  | 20 tháng 1 năm 2021  | Donald Trump                     |
| 40     |      | Gina Raimondo           | Đảo Rhode     | 3 tháng 3 năm 2021   | 20 tháng 1 năm 2025  | Joe Biden                        |
| 41     |      | Howard Lutnick          | New York      | 19 tháng 2 năm 2025  | Đương nhiệm          | Donald Trump                     |

Nguồn:

## Danh sách các cựu bộ trưởng thương mại còn sống
- Frederick B. Dent
- Barbara Hackman Franklin
- Mickey Kantor
- William M. Daley
- Norman Mineta
- Donald Evans
- Carlos Gutierrez
- Gary Locke
- John Bryson
- Penny Pritzker
- Wilbur Ross
- Gina Raimondo